# Dinos de Tetis y Peleo
El Dinos de Tetis y Peleo es una vasija de cerámica griega de figuras rojas de 53 cm de altura incluyendo el pedestal, que muestra el rapto de Tetis por parte de Peleo y la posterior boda entre ambos. La obra se conserva en el Museo Arqueológico Nacional en Madrid con el número de inventario 2001/89/2.

## Historia
El dinos era una pieza de cerámica utilizada en la antigua Grecia para contener vino durante los simposios (banquetes). Esta vasija  tuvo como destino el formar parte de un ajuar funerario, por eso la historia que se narra en ella es un símbolo, cuya metáfora es la muerte representada con el rapto de la novia, las nereidas dan sentido a su puesta en escena ya que son las que asisten, según la mitología griega, a los mortales tanto en la boda como en la muerte. Ellas entonaron el lamento fúnebre, subidas sobre delfines, en honor de Patroclo en Troya y también cuando Aquiles falleció, como fueron las que acompañaron en sus bodas a Europa y a Andrómaca.

## Descripción

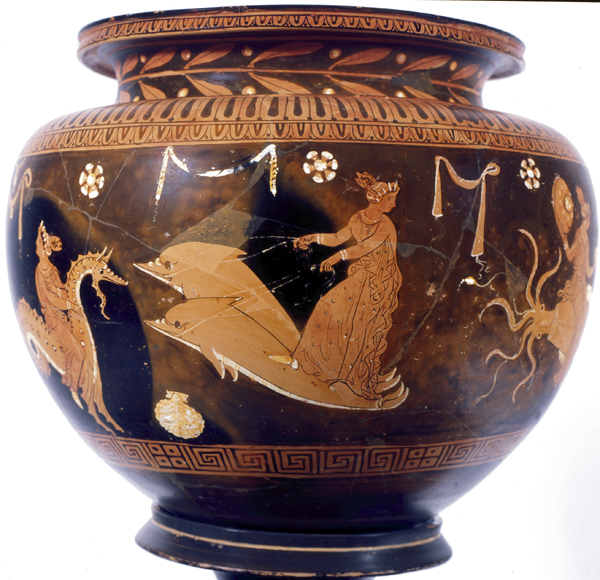
Cara de la pieza donde se ve una nereida navegando encima de unos delfines.